# 3948 Bohr
3948 Bohr là một tiểu hành tinh vành đai chính. Nó được phát hiện bởi Poul Jensen ở 1985. Nó được đặt theo tên nhà vật lý Đan Mạch Niels Bohr (1885–1962).